# 13744 Rickline
13744 Rickline è un asteroide della fascia principale. Scoperto nel 1998, presenta un'orbita caratterizzata da un semiasse maggiore pari a 2,6906994 UA e da un'eccentricità di 0,0956160, inclinata di 6,06158° rispetto all'eclittica.